# Premier livre de pièces de clavecin de Couperin
Pour les articles homonymes, voir Premier livre de pièces de clavecin.
 (décembre 2015).

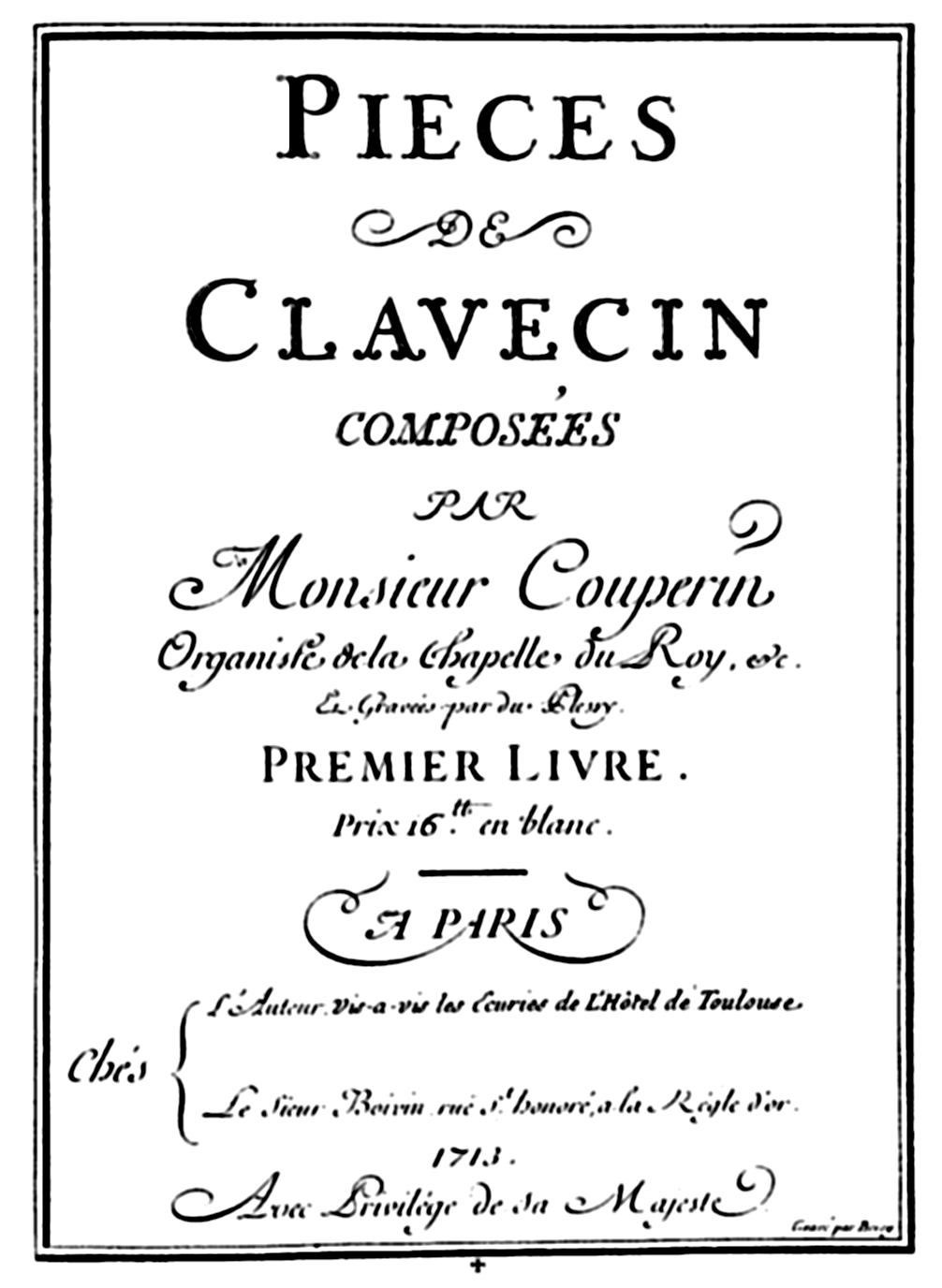
François Couperin - Premier Livre de Clavecin

Le Premier livre de pièces de clavecin de François Couperin paraît en 1713.
Bien que Couperin soit le claveciniste le plus en vue du règne finissant de Louis XIV, c'est seulement à 45 ans qu'il se décide à publier son premier recueil, suivant avec retard l'exemple de nombreux collègues : pendant la première décennie du siècle paraissent en effet de façon rapprochée les livres de Marchand, Dieupart, Le Roux, Clérambault, Dandrieu, Rameau, Jacquet de la Guerre et Siret.
S'écartant de la tradition des Lebègue et d'Anglebert, Couperin désigne ses suites sous le nom d'« ordre ». Ce premier livre en comprend cinq.
La distinction n'est pas uniquement sémantique. Si les pièces sont groupées, comme dans la suite classique, par tonalités, et si une place est presque toujours réservée aux danses traditionnelles, le nombre de pièces peut varier largement (jusqu'à 22 pièces dans le deuxième ordre) et Couperin y introduit de nombreuses « pièces de caractère », dont le rythme peut parfois être identifié à celui de certaines danses mais qui n'en portent pas le nom et auxquelles il attribue des titres souvent sibyllins.
Donner des noms aux pièces n'est pas une nouveauté en France : déjà Chambonnières, en 1670, suivait en cela l'exemple des luthistes de l'école française (Pavane l'Entretien des Dieux, Allemande le Moutier, Gigue la Madelainette, etc). Mais Couperin le fait de façon plus fréquente, et souvent n'indique pas de nom de danse.

## Contenu du recueil

### 1erordre (en sol)
Le 1er Ordre est une suite de dix-huit pièces en sol :
1. L’Auguste, Allemande : Pièce binaire à reprise très ornementée (pincés, tremblements, aspirations, coulés, arpègements).
2. Première courante : Courante à la française suivie de son double dessus plus orné sans changer la basse.
3. Seconde courante : Courante accompagnée d’une basse légère à l’italienne.
4. La Majestueuse, Sarabande
5. Gavotte
6. La Milordine, Gigue
7. Menuet et double
8. Les Sylvains, Rondeau
9. Les Abeilles, Rondeau
10. La Nanète
11. Les Sentiments, Sarabande
12. La Pastorelle
13. Les Nonètes (Les blondes, Les brunes)
14. La Bourdonnoise, Gavotte
15. La Manon
16. L’Enchanteresse, Rondeau
17. La Fleurie ou La Tendre Nanette
18. Les Plaisirs de Saint-Germain-en-Laye

### 2eordre(en ré)
Le 2e Ordre est une suite de vingt-deux pièces en ré :
1. La Laborieuse, Allemande
2. Première Courante
3. Seconde Courante
4. La Prude, Sarabande
5. L'Antonine
6. Gavotte
7. Menuet
8. Canaries et Double des Canaries
9. Passepied
10. Rigaudon
11. La Charoloise
12. Fanfare pour la suite de la Diane
13. La Terpsicore
14. La Florentine
15. La Garnier
16. La Babet
17. Les Idées Heureuses
18. La Mimi
19. La Diligente
20. La Flatteuse
21. La Voluptueuse
22. Les Papillons

### 3eordre (en ut)
Le 3e ordre est une suite de treize pièces en ut :
1. La Ténébreuse, Allemande : dans le registre grave du clavier, une première partie sur un rythme pointé précède un jeu de contretemps à la main gauche.
2. Première Courante
3. Seconde Courante : mélodie ornementée à la main droite avec une basse à l'italienne.
4. La Lugubre, Sarabande : danse dans le goût français.
5. Gavotte : courte pièce légère où les deux mains progressent en parallèle.
6. Menuet : pièce légère et transparente.
7. Les Pèlerines :
  1. La marche gayment
  2. La caristade tendrement
  3. Le remerciement légèrement
8. Les Laurentines : gracieusement : pièce binaire d'une ornementation riche sur un ton gai et gracieux.
9. L'Espagnolette : d'une légèreté modérée : le doublé sur chaque seconde croche accentue le côté bondissant de cette pièce.
10. Les Regrets : languissamment : mélodie très française sur une basse à l'italienne.
11. Les Matelottes Provençales : gayment : une marche avec des noires à la basse précède une gigue.
12. La Favorite, Chaconne : gravement sans lenteur : les deux premiers couplets dans le style du rondeau, le dernier couplet s'articule sur un contrepoint de doubles croches aux deux mains.
13. La Lutine : très vivement et marqué avec rythme de pirouette (croche, deux doubles croches, croche).

### 4eordre (en fa)
1. La marche des gris-vêtus
2. Les baccanales
3. La pateline
4. Le réveil-matin

### 5eordre (en la)
1. La logiviére, allemande
2. Première courante
3. Seconde courante
4. La dangereuse, sarabande
5. Gigue
6. La tendre Fanchon
7. La badine
8. La bandoline
9. La Flore
10. L'Angélique
11. La Villers
12. Les vendangeuses
13. Les agrémens
14. Les ondes

## Sources
- Second livre de pièces de clavecin sur le site http://www.gallica.bnf.fr
- André Pirro, Les clavecinistes, Paris, Henri Laurens, coll. « Les musiciens célèbres », 1924, 125 p.
- Norbert Dufourcq, Le clavecin, Paris, PUF, coll. « Que sais-je ? », 1981, 3e éd. (1re éd. 1949), 127 p.
- Claude Mercier-Ythier, Les clavecins, Paris, Expodif Éditions, 1996, 263 p. (ISBN 2-87677-245-0)
- Pierre Citron, Couperin, Paris, Seuil, coll. « Solfèges », février 1996, 2e éd. (1re éd. 1956), 203 p. (ISBN 2-02-028291-7)
- Olivier Baumont, Couperin : Le musicien des rois, Paris, Gallimard, coll. « Découvertes », janvier 1998, 128 p. (ISBN 2-07-053312-3)
- (en) Manfred Bukofzer, Music in the baroque era : from Monteverdi to Bach, New York, W. W. Norton & Co, 1947, 489 p. (ISBN 0-393-09745-5)
- (en) Ann Bond, A guide to the harpsichord, Portland, Oregon, Amadeus Press, 1997, 1re éd., 267 p. (ISBN 1-57467-063-8)
- Livret d'accompagnement de l'enregistrement intégral par Kenneth Gilbert (Harmonia Mundi, 1971), notes de Georges Beck.

## Discographie
- L'Œuvre pour clavecin (intégrales) : 
  - Œuvres pour clavecin - Scott Ross (1978, 12 CD Stil éditions) (OCLC 84361294)
  - L'Œuvre pour clavecin - Noëlle Spieth (Solstice)
  - Œuvres pour clavecin - Kenneth Gilbert (10 CD Harmonia Mundi)
  - Œuvres pour clavecin - Christophe Rousset (1992–1995, 11 CD (4 coffrets) Harmonia Mundi (OCLC 407090678) (OCLC 1109980209) (OCLC 658595335) (OCLC 30905091))
  - Œuvres pour clavecin - Olivier Baumont (10 CD Erato/Warner Classics)
  - Œuvres pour Clavecin - Aline Zylberajch